# National League
För andra betydelser, se National League (olika betydelser).
National League (NL) är en av de två professionella basebolligor som utgör Major League Baseball (MLB). Den andra ligan är American League (AL). De två ligorna var formellt självständiga fram till 2000, då de juridiskt sammanfogades under basebollkommissarien.
NL grundades 1876 och har varit igång varje säsong sedan dess. Ligan består numera av 15 klubbar som är indelade i tre divisioner med fem klubbar i varje: East, Central och West Division. Alla klubbar är numera hemmahörande i USA, men ligan har tidigare haft en klubb i Kanada.
Den mest framgångsrika klubben genom tiderna är Los Angeles Dodgers med 25 ligatitlar.
NL kallas ibland Senior Circuit eftersom ligan är 25 år äldre än AL, som kallas Junior Circuit. Sedan 1903 har segraren i NL mött segraren i AL i World Series, förutom två gånger (1904 och 1994). Till och med 2024 har NL vunnit 52 gånger mot 68 för AL.

## Historia

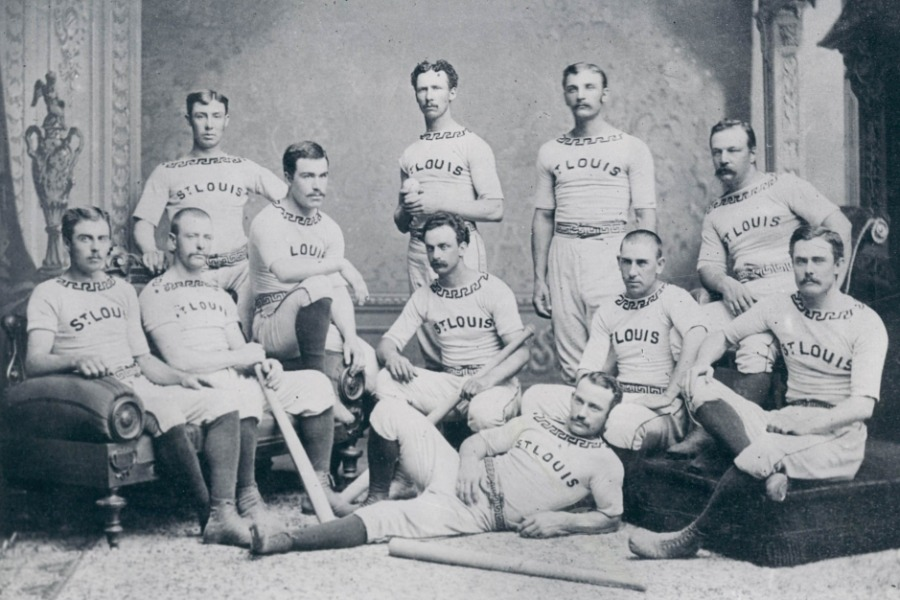
St. Louis Brown Stockings spelartrupp 1876.

NL bildades den 2 februari 1876 när de sex starkaste klubbarna i den föregående ligan National Association (NA) drog sig ur den ligan, som därefter lades ned. De sex klubbarna kom från Boston, Chicago, Hartford, New York, Philadelphia och St. Louis. Dessa kompletterades med två nya från Cincinnati och Louisville, vilket gav en liga med åtta klubbar under den första säsongen:
- Boston Red Caps/Stockings kom från NA (dagens Atlanta Braves)
- Chicago White Stockings kom från NA (dagens Chicago Cubs)
- Cincinnati Reds var en ny klubb, lades ned efter säsongen 1879
- Hartford Dark Blues kom från NA, lades ned efter säsongen 1877
- Louisville Grays var en ny klubb, lades ned efter säsongen 1877
- New York Mutuals kom från NA, uteslöts efter säsongen 1876
- Philadelphia Athletics kom från NA, uteslöts efter säsongen 1876
- St. Louis Brown Stockings kom från NA, lades ned efter säsongen 1877

Efter att både Philadelphia och New York uteslutits redan efter en säsong på grund av vägran i slutet av säsongen att resa till de västra klubbarna i ligan, hade NL bara sex klubbar 1877. Turbulensen var stor och många klubbar kom och gick under de närmast följande åren. Bara två ursprungliga klubbar (Boston och Chicago) fanns kvar 1880, och ligan hade under den här perioden klubbar i så små städer som Troy i delstaten New York och Worcester i Massachusetts.
1882 fick NL en stark konkurrent i en ny major league, American Association (AA), som både spelade på söndagar och hade billigare biljettpriser och dessutom serverade alkohol på sina arenor. Två år senare skärptes konkurrensen ytterligare när en tredje major league, Union Association (UA), drog igång; denna var dock klart svagare än de andra två och lades ned efter bara en säsong. UA-mästarna från St. Louis gick då över till NL.
NL och AA var konkurrenter men var i alla fall så mycket överens att de med början 1884 spelade en matchserie efter säsongen mellan de båda ligornas mästare, en turnering som ibland kallades "World’s Series". Även om dessa matcher var mer av uppvisningskaraktär och olika dispyter och bråk kantade matcherna så vann NL de flesta av dessa sju dåtida World Series, som spelades 1884–1890. Under de här åren var det flera klubbar som gick över från AA till NL.
En ny major league såg dagens ljus 1890, Players' League (PL). Den bildades av spelare som var missnöjda med villkoren i NL och AA och lockade över många av dessa ligors bästa spelare. Matcherna i PL drog mer publik än matcherna i NL, men klubbarna i alla tre ligorna gick back ekonomiskt i den hårda konkurrensen. PL saknade de finansiella muskler som de etablerade ligorna hade och lades ned efter bara en säsong.

En match i Baltimore under 1897 års säsong.

Efter 1891 års säsong tvingades AA, som hade försvagats av den ekonomiskt kärva säsongen 1890, att uppgå i NL. Fyra av AA-klubbarna fick plats i NL, som därmed växte från åtta till tolv klubbar. Ligan kallades under resten av 1890-talet för National League and American Association. Från och med 1892 var NL återigen ensam major league, och den säsongen delades grundserien in i två halvor varefter de båda halvornas vinnare möttes i ett slutspel för att kora ligamästarna. Detta experiment övergavs dock efter bara en säsong. Under resten av 1890-talet hade många av klubbarna i NL problem med lönsamheten och några av dem hamnade år efter år i botten av tabellen. Flera av klubbägarna köpte efter hand in sig i andra klubbar i ligan och detta tillsammans med de ekonomiska förlusterna ledde till diskussioner under flera år om att minska antalet klubbar. Till slut, inför 1900 års säsong, beslutades det att fyra ekonomiskt och sportsligt svaga klubbar, belägna i Baltimore, Cleveland, Louisville och Washington, skulle köpas ut så att ligan reducerades till åtta klubbar. Detta öppnade ett fönster för uppstickaren American League (AL), då en minor league, som omedelbart placerade en klubb i Cleveland och dessutom en i Chicago.
Inför 1901 års säsong meddelade AL:s president Ban Johnson att AL var en major league och ligan placerade klubbar i NL-städerna Boston och Philadelphia samt i Baltimore och Washington, som NL hade övergett ett år tidigare. AL lockade genast till sig över 100 spelare från NL, däribland storstjärnor som Cy Young och Nap Lajoie. Den nya ligan placerade ett år senare en klubb i St. Louis, som redan hade en klubb i NL. Det blev en hätsk dragkamp mellan ligorna om spelare och publik. Publiksiffrorna i AL var dock mycket högre än i NL och den gamla ligan tvingades sluta fred med uppkomlingen efter 1902 års säsong. Därefter respekterade ligorna varandras spelarkontrakt. Fredsöverenskommelsen banade också väg för World Series, en matchserie efter grundseriens slut där de båda ligornas mästare möttes. Den första World Series spelades 1903.
Från och med säsongen 1900 hade NL samma åtta klubbar i samma åtta städer i 53 år, de så kallade "Classic Eight" (här anges de smeknamn som etablerades efter hand): Boston Braves, Brooklyn Dodgers, Chicago Cubs, Cincinnati Reds, New York Giants, Philadelphia Phillies, Pittsburgh Pirates och St. Louis Cardinals. Den första förändringen som skedde därefter var inför 1953 års säsong då Boston Braves, som hade stora ekonomiska problem, flyttades till Milwaukee och bytte namn till Milwaukee Braves. Fem år senare, 1958, flyttades både Brooklyn Dodgers och New York Giants samtidigt från New York till Kalifornien och bytte namn till Los Angeles Dodgers respektive San Francisco Giants, även detta av ekonomiska skäl. I New York började man omedelbart arbeta för att få en ny klubb i NL, och tankar fanns också på att starta en tredje major league kallad Continental League. Detta satte press på både NL och AL att utöka antalet klubbar, och sådan press kom även från USA:s kongress. I början av 1960-talet gick ligorna med på att expandera. För NL:s del skedde det 1962, ett år efter AL, då två nya klubbar fick inträde i ligan. Antalet var därmed tio. Den ena var New York Mets, vilket gjorde att NL åter fick en klubb i New York. Den andra placerades i Houston, som var den största staden i USA utan en MLB-klubb, och fick namnet Houston Colt .45s.
Efter bara 13 säsonger i Milwaukee flyttades Milwaukee Braves inför 1966 års säsong till Atlanta i den expansiva Södern och bytte namn till Atlanta Braves. Tre år senare expanderade NL för andra gången, denna gång samtidigt som AL. Precis som 1962 välkomnades två nya klubbar på en gång. Den ena klubben placerades i San Diego, även om det var nära att det blev Buffalo, och fick namnet San Diego Padres. Den andra blev den första MLB-klubben i Kanada, närmare bestämt i Montreal under namnet Montreal Expos (på franska Expos de Montréal). Efter detta hade både NL och AL tolv klubbar och man kom efter viss oenighet, där det var NL som stretade emot, överens om att ligorna för första gången skulle delas in i två divisioner vardera (East och West) och att ett slutspel skulle avgöra vilka klubbar som skulle mötas i World Series. I NL kallades slutspelet, som spelades mellan vinnarna av de två divisionerna, för National League Championship Series (NLCS).

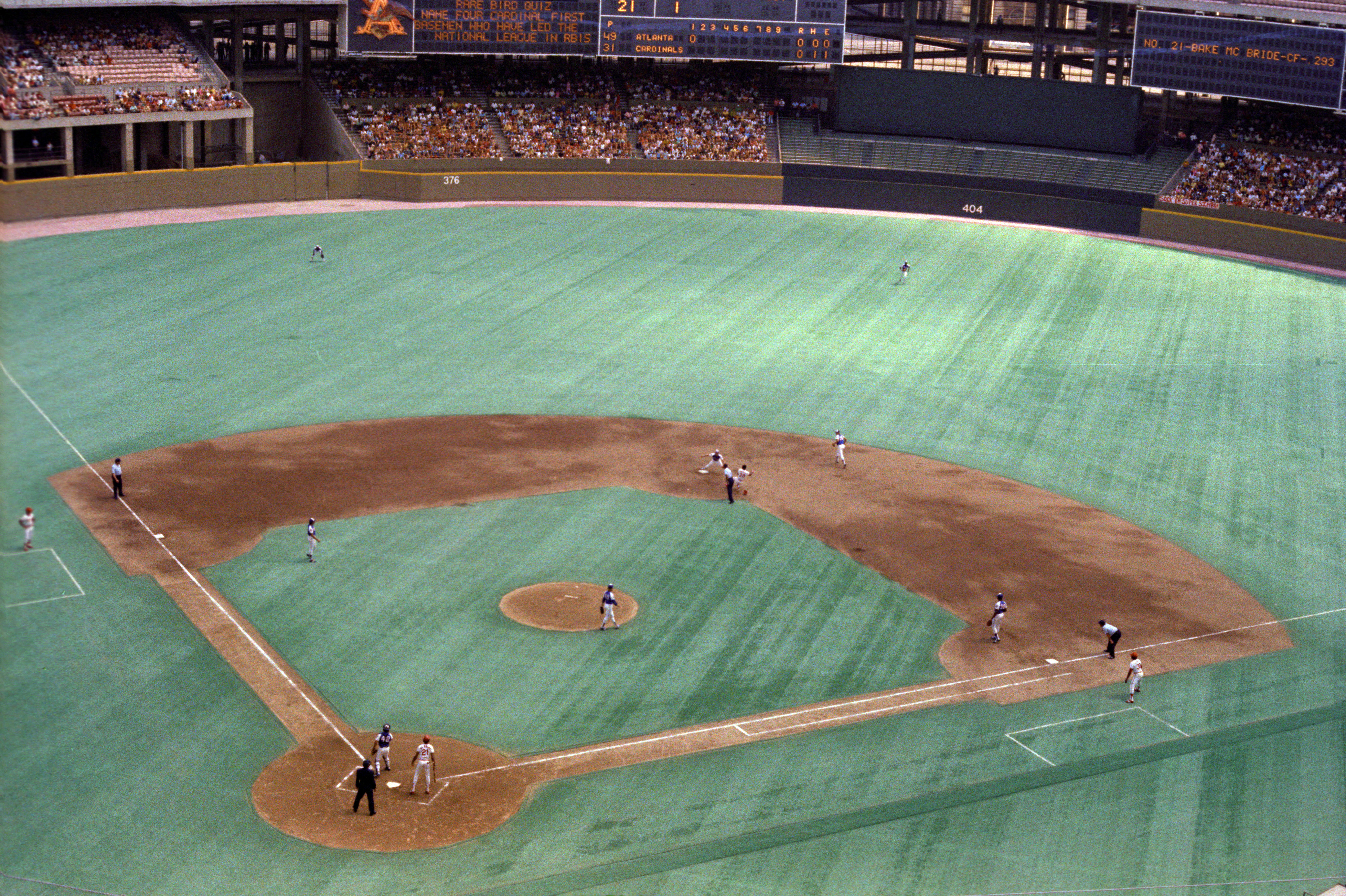
En match i St. Louis under 1975 års säsong.

En stor regelskillnad mellan NL och AL uppstod 1973, då AL införde designated hitter-regeln, som innebär att en extra slagman får ersätta pitchern i slagordningen. En designated hitter spelar däremot inte försvar alls. Ändringen infördes för att det skulle bli ett mer offensivt spel med fler poäng, vilket skulle locka en större publik. Regeln infördes först på försök i tre år, men AL valde därefter att permanenta regeln. NL lät fortsatt pitchern slå. Detta medförde att offensiven hädanefter normalt sett var något svagare i NL. Det innebar också att tränarna i NL fortsatt fick göra taktiska överväganden med avseende på när pitchern skulle slå och när man skulle byta ut pitchern och ersätta denne med en pinch hitter, något som tränarna i AL inte behövde fundera på längre.
Mitt under 1981 års säsong gick spelarna i NL och AL ut i strejk och spelet låg nere i nästan två månader. Man bestämde då att säsongen skulle delas in i två halvor, en före strejken och en efter. De klubbar som vann sin division i vardera halva gick till slutspel, alltså dubbelt så många klubbar som normalt. På grund av detta införde man denna säsong en extra slutspelsomgång före NLCS kallad National League Division Series (NLDS).
En ny utökning av NL kom 1993 när Colorado Rockies i Denver och Florida Marlins i Miami anslöt till ligan, som därefter uppgick till 14 klubbar. Året därpå delades både NL och AL upp i tre divisioner (East, Central och West). Detta innebar att man fick tre divisionssegrare i varje liga och för att få ett jämnt antal klubbar till slutspel fick även den bästa tvåan (wild card) tillträde dit. Med fyra klubbar i slutspelet i respektive liga i stället för två behövde man, precis som efter strejken 1981, införa en ny omgång i slutspelet, NLDS, som nu blev permanent. Det nya slutspelsformatet kom dock inte till användning 1994, eftersom säsongen avbröts i augusti på grund av att spelarna gick ut i strejk. Resten av säsongen, inklusive slutspelet, ställdes in. Det var första gången sedan 1904 som det inte spelades något World Series. Strejken pågick fortfarande när det började bli dags att spela träningsmatcher inför 1995 års säsong och nästan alla klubbarna hade skaffat ersättningsspelare i form av både gamla avdankade MLB-spelare och rena amatörer. Precis när grundserien skulle starta kom parterna dock överens och säsongen kunde komma igång med de vanliga spelarna en knapp månad försenad.
Under 1997 års säsong började NL och AL spela så kallade interleague-matcher för första gången. Med det avsågs matcher i grundserien där klubbar från NL mötte klubbar från AL. Dessförinnan hade de två ligornas klubbar bara mötts i World Series samt på försäsongen och även i uppvisningsmatcher under säsongen, där två klubbar från samma stad eller delstat möttes. Nu fick dessa matcher stor uppmärksamhet och man fick spela derbyn mot sina lokalrivaler i den andra ligan.
1998 var det dags för ytterligare en utökning av NL då en ny klubb placerades i Phoenix under namnet Arizona Diamondbacks samtidigt som Milwaukee Brewers flyttades över från AL. Anledningen till Brewers flytt var att man behövde ha ett jämnt antal klubbar i ligorna, 16 i NL och 14 i AL, för att få det hektiska spelschemet att gå ihop.
Efter 2001 års säsong röstade MLB:s klubbägare för att minska antalet klubbar med två, en i vardera ligan. I NL var den allmänna uppfattningen att klubben som skulle läggas ned var Montreal Expos, eller möjligen Florida Marlins. Efter protester från spelarfacket och stämningar i Florida och Minnesota (Minnesota Twins var klubben i AL som riskerade att läggas ned) kom ägarna och facket överens om att skjuta på frågan i åtminstone två år. Året efter bestämdes i ett nytt kollektivavtal att någon minskning av antalet klubbar inte var aktuell förrän tidigast efter 2006 års säsong. Dessförinnan, inför 2005 års säsong, flyttades Montreal Expos till Washington och bytte namn till Washington Nationals och när det 2006 blev klart att Minnesota Twins i AL skulle få en ny hemmaarena så föll planerna på en minskning av antalet klubbar.

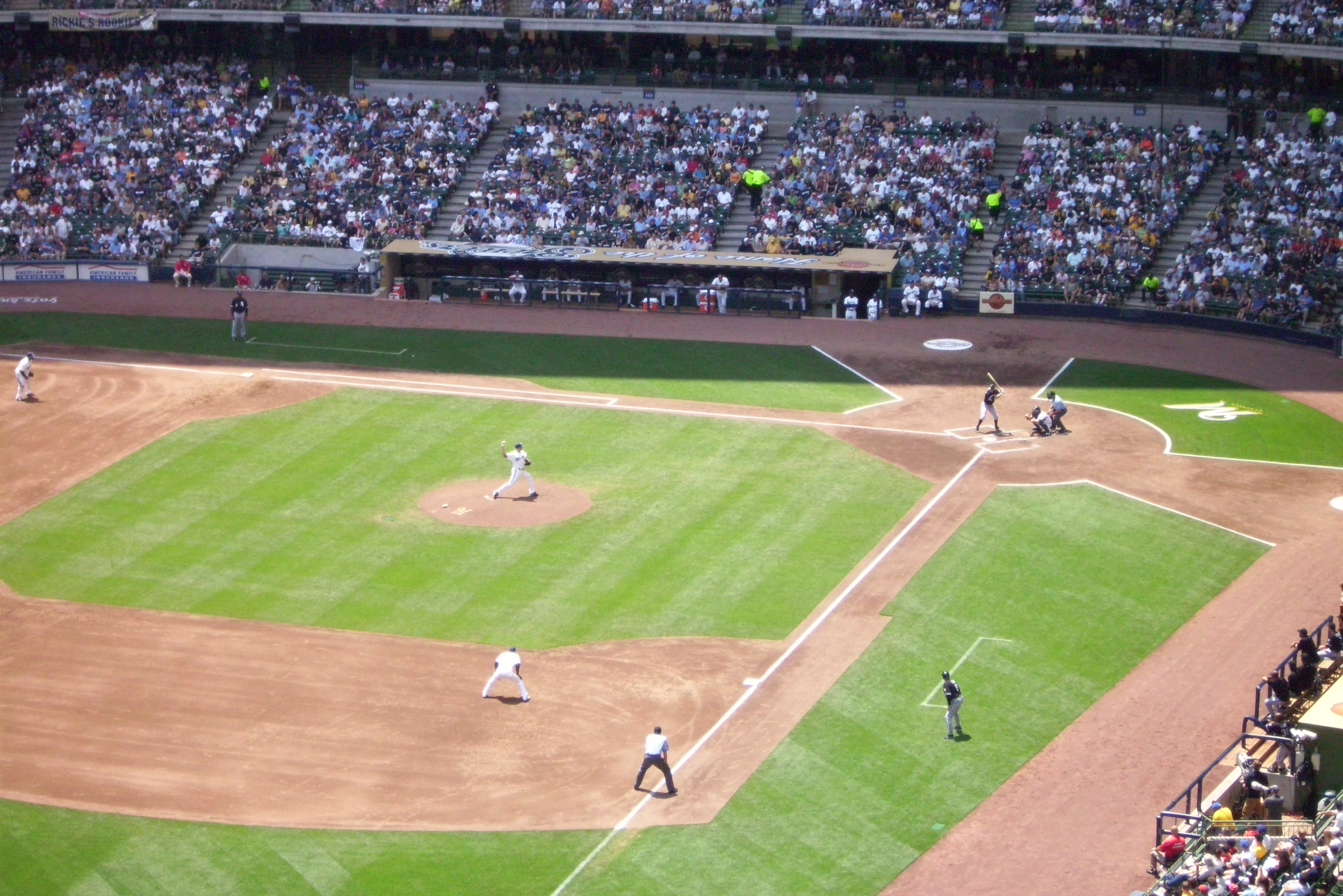
En match i Milwaukee under 2009 års säsong.

Slutspelsformatet ändrades 2012 så att en andra wild card-klubb gick till slutspel, vilket innebar fem klubbar i slutspelet i respektive liga. De två wild card-klubbarna, som kunde komma från samma division, möttes i en enda avgörande match kallad National League Wild Card Game (NLWC) och vinnaren gick vidare till NLDS, som de tre divisionssegrarna redan var kvalificerade till.
2013 minskades ligan från 16 till 15 klubbar när Houston Astros flyttades över till AL. Detta innebar att alla tre divisionerna fick lika många klubbar (fem). I och med omorganisationen blev det nödvändigt att spela interleague-matcher under hela säsongen, i stället för bara under vissa perioder, för att få spelschemat att gå ihop.
På grund av covid-19-pandemin inleddes inte 2020 års säsong förrän i slutet av juli, nästan fyra månader senare än normalt, och säsongen förkortades från 162 matcher till 60. En mängd tillfälliga regeländringar infördes, bland annat att även NL skulle använda sig av designated hitter-regeln.
2022 års säsong försenades en vecka eftersom ligan och spelarfacket inte i tid kunde komma överens om ett nytt kollektivavtal. När avtalet väl slöts var den stora nyheten att NL till slut, 49 år efter AL, införde designated hitter-regeln permanent. Samtidigt infördes ett nytt slutspelsformat igen, som innebar att en tredje wild card-klubb i varje liga gick till slutspel. Precis som tidigare kunde wild card-klubbarna komma från samma division. Med sex slutspelsklubbar per liga fick slutspelsträdet organiseras om. I första omgången, National League Wild Card Series (NLWC), möttes den sämsta divisionssegraren och den sämsta wild card-klubben i en matchserie och de andra två wild card-klubbarna i en annan. Denna omgång spelades i bäst av tre matcher där den högst seedade klubben hade hemmaplan i alla matcherna. Vinnarna av dessa båda matchserier gick vidare till NLDS, där de två bästa divisionssegrarna väntade.

## Nuvarande klubbar
| Division | Klubb                 | Stad          | Delstat/Distrikt     | Land | Hemmaarena               | Kapacitet | Första säsong i NL |
| -------- | --------------------- | ------------- | -------------------- | ---- | ------------------------ | --------- | ------------------ |
| East     | Atlanta Braves        | Atlanta       | Georgia              | USA  | Truist Park              | 41 084    | 1876               |
| East     | Miami Marlins         | Miami         | Florida              | USA  | Loandepot Park           | 37 442    | 1993               |
| East     | New York Mets         | New York      | New York             | USA  | Citi Field               | 41 922    | 1962               |
| East     | Philadelphia Phillies | Philadelphia  | Pennsylvania         | USA  | Citizens Bank Park       | 42 901    | 1883               |
| East     | Washington Nationals  | Washington    | District of Columbia | USA  | Nationals Park           | 41 373    | 1969               |
| Central  | Chicago Cubs          | Chicago       | Illinois             | USA  | Wrigley Field            | 41 649    | 1876               |
| Central  | Cincinnati Reds       | Cincinnati    | Ohio                 | USA  | Great American Ball Park | 45 814    | 1890               |
| Central  | Milwaukee Brewers     | Milwaukee     | Wisconsin            | USA  | American Family Field    | 41 900    | 1998               |
| Central  | Pittsburgh Pirates    | Pittsburgh    | Pennsylvania         | USA  | PNC Park                 | 38 747    | 1887               |
| Central  | St. Louis Cardinals   | St. Louis     | Missouri             | USA  | Busch Stadium            | 44 383    | 1892               |
| West     | Arizona Diamondbacks  | Phoenix       | Arizona              | USA  | Chase Field              | 48 330    | 1998               |
| West     | Colorado Rockies      | Denver        | Colorado             | USA  | Coors Field              | 46 897    | 1993               |
| West     | Los Angeles Dodgers   | Los Angeles   | Kalifornien          | USA  | Dodger Stadium           | 56 000    | 1890               |
| West     | San Diego Padres      | San Diego     | Kalifornien          | USA  | Petco Park               | 39 860    | 1969               |
| West     | San Francisco Giants  | San Francisco | Kalifornien          | USA  | Oracle Park              | 41 331    | 1883               |

### Kort historik

#### East Division
- Atlanta Braves bildades 1871 i Boston som Boston Red Stockings i National Association, anslöt 1876 till National League, flyttades 1953 till Milwaukee, flyttades 1966 vidare till Atlanta.
- Miami Marlins bildades 1993 som Florida Marlins, bytte 2012 namn.
- New York Mets bildades 1962.
- Philadelphia Phillies bildades 1883.
- Washington Nationals bildades 1969 i Montreal som Montreal Expos/Expos de Montréal, flyttades 2005 till Washington.

#### Central Division
- Chicago Cubs bildades 1870, anslöt 1871 till National Association, anslöt 1876 till National League.
- Cincinnati Reds bildades 1882 i American Association, anslöt 1890 till National League.
- Milwaukee Brewers bildades 1969 i Seattle som Seattle Pilots i American League, flyttades 1970 till Milwaukee, överfördes 1998 till National League.
- Pittsburgh Pirates bildades 1882 i American Association, anslöt 1887 till National League.
- St. Louis Cardinals bildades 1882 i American Association, anslöt 1892 till National League.

#### West Division
- Arizona Diamondbacks bildades 1998.
- Colorado Rockies bildades 1993.
- Los Angeles Dodgers bildades 1883 i Brooklyn, anslöt 1884 till American Association, anslöt 1890 till National League, flyttades 1958 till Los Angeles.
- San Diego Padres bildades 1969.
- San Francisco Giants bildades 1883 i New York, flyttades 1958 till San Francisco.

## Nedlagda klubbar
| Klubb                                    | Stad                   | Delstat/Distrikt     | Land | Första säsong i NL | Sista säsong i NL |
| ---------------------------------------- | ---------------------- | -------------------- | ---- | ------------------ | ----------------- |
| Baltimore Orioles                        | Baltimore              | Maryland             | USA  | 1892               | 1899              |
| Buffalo Bisons                           | Buffalo                | New York             | USA  | 1879               | 1885              |
| Cincinnati Reds                          | Cincinnati             | Ohio                 | USA  | 1876               | 1879              |
| Cincinnati Stars                         | Cincinnati             | Ohio                 | USA  | 1880               | 1880              |
| Cleveland Blues                          | Cleveland              | Ohio                 | USA  | 1879               | 1884              |
| Cleveland Spiders                        | Cleveland              | Ohio                 | USA  | 1889               | 1899              |
| Detroit Wolverines                       | Detroit                | Michigan             | USA  | 1881               | 1888              |
| Hartford Dark Blues                      | Hartford               | Connecticut          | USA  | 1876               | 1877              |
| Indianapolis Blues                       | Indianapolis           | Indiana              | USA  | 1878               | 1878              |
| Kansas City Cowboys                      | Kansas City            | Missouri             | USA  | 1886               | 1886              |
| Louisville Colonels                      | Louisville             | Kentucky             | USA  | 1892               | 1899              |
| Louisville Grays                         | Louisville             | Kentucky             | USA  | 1876               | 1877              |
| Milwaukee Grays                          | Milwaukee              | Wisconsin            | USA  | 1878               | 1878              |
| New York Mutuals                         | New York               | New York             | USA  | 1876               | 1876              |
| Philadelphia Athletics                   | Philadelphia           | Pennsylvania         | USA  | 1876               | 1876              |
| Providence Grays                         | Providence             | Rhode Island         | USA  | 1878               | 1885              |
| St. Louis Brown Stockings                | St. Louis              | Missouri             | USA  | 1876               | 1877              |
| St. Louis Maroons/ Indianapolis Hoosiers | St. Louis Indianapolis | Missouri · Indiana   | USA  | 1885               | 1889              |
| Syracuse Stars                           | Syracuse               | New York             | USA  | 1879               | 1879              |
| Troy Trojans                             | Troy                   | New York             | USA  | 1879               | 1882              |
| Washington Nationals                     | Washington             | District of Columbia | USA  | 1886               | 1889              |
| Washington Senators                      | Washington             | District of Columbia | USA  | 1892               | 1899              |
| Worcester Worcesters                     | Worcester              | Massachusetts        | USA  | 1880               | 1882              |

## Mästare
Under NL:s första 93 säsonger, 1876–1968, förekom inga divisioner och inget slutspel (med undantag för 1892) utan den klubb som vann grundserien var ligamästare. Sedan 1969, då ligan för första gången delades in i divisioner, utses ligamästaren genom ett slutspel.

### Kronologiskt
I listan nedan står antalet ligatitlar inom parentes (om fler än en) och de klubbar som även vann World Series samma säsong (sedan 1903 förutom 1904 och 1994) är markerade med fet stil.
- 1876 – Chicago White Stockings
- 1877 – Boston Red Caps
- 1878 – Boston Red Caps (2)
- 1879 – Providence Grays
- 1880 – Chicago White Stockings (2)
- 1881 – Chicago White Stockings (3)
- 1882 – Chicago White Stockings (4)
- 1883 – Boston Beaneaters (3)
- 1884 – Providence Grays (2)
- 1885 – Chicago White Stockings (5)
- 1886 – Chicago White Stockings (6)
- 1887 – Detroit Wolverines
- 1888 – New York Giants
- 1889 – New York Giants (2)
- 1890 – Brooklyn Bridegrooms
- 1891 – Boston Beaneaters (4)
- 1892 – Boston Beaneaters (5)
- 1893 – Boston Beaneaters (6)
- 1894 – Baltimore Orioles
- 1895 – Baltimore Orioles (2)
- 1896 – Baltimore Orioles (3)
- 1897 – Boston Beaneaters (7)
- 1898 – Boston Beaneaters (8)
- 1899 – Brooklyn Superbas (2)
- 1900 – Brooklyn Superbas (3)
- 1901 – Pittsburg Pirates
- 1902 – Pittsburg Pirates (2)
- 1903 – Pittsburg Pirates (3)
- 1904 – New York Giants (3)
- 1905 – New York Giants (4)
- 1906 – Chicago Cubs (7)
- 1907 – Chicago Cubs (8)
- 1908 – Chicago Cubs (9)
- 1909 – Pittsburg Pirates (4)
- 1910 – Chicago Cubs (10)
- 1911 – New York Giants (5)
- 1912 – New York Giants (6)
- 1913 – New York Giants (7)
- 1914 – Boston Braves (9)
- 1915 – Philadelphia Phillies
- 1916 – Brooklyn Robins (4)
- 1917 – New York Giants (8)
- 1918 – Chicago Cubs (11)
- 1919 – Cincinnati Reds
- 1920 – Brooklyn Robins (5)
- 1921 – New York Giants (9)
- 1922 – New York Giants (10)
- 1923 – New York Giants (11)
- 1924 – New York Giants (12)
- 1925 – Pittsburgh Pirates (5)
- 1926 – St. Louis Cardinals
- 1927 – Pittsburgh Pirates (6)
- 1928 – St. Louis Cardinals (2)
- 1929 – Chicago Cubs (12)
- 1930 – St. Louis Cardinals (3)
- 1931 – St. Louis Cardinals (4)
- 1932 – Chicago Cubs (13)
- 1933 – New York Giants (13)
- 1934 – St. Louis Cardinals (5)
- 1935 – Chicago Cubs (14)
- 1936 – New York Giants (14)
- 1937 – New York Giants (15)
- 1938 – Chicago Cubs (15)
- 1939 – Cincinnati Reds (2)
- 1940 – Cincinnati Reds (3)
- 1941 – Brooklyn Dodgers (6)
- 1942 – St. Louis Cardinals (6)
- 1943 – St. Louis Cardinals (7)
- 1944 – St. Louis Cardinals (8)
- 1945 – Chicago Cubs (16)
- 1946 – St. Louis Cardinals (9)
- 1947 – Brooklyn Dodgers (7)
- 1948 – Boston Braves (10)
- 1949 – Brooklyn Dodgers (8)
- 1950 – Philadelphia Phillies (2)
- 1951 – New York Giants (16)
- 1952 – Brooklyn Dodgers (9)
- 1953 – Brooklyn Dodgers (10)
- 1954 – New York Giants (17)
- 1955 – Brooklyn Dodgers (11)
- 1956 – Brooklyn Dodgers (12)
- 1957 – Milwaukee Braves (11)
- 1958 – Milwaukee Braves (12)
- 1959 – Los Angeles Dodgers (13)
- 1960 – Pittsburgh Pirates (7)
- 1961 – Cincinnati Reds (4)
- 1962 – San Francisco Giants (18)
- 1963 – Los Angeles Dodgers (14)
- 1964 – St. Louis Cardinals (10)
- 1965 – Los Angeles Dodgers (15)
- 1966 – Los Angeles Dodgers (16)
- 1967 – St. Louis Cardinals (11)
- 1968 – St. Louis Cardinals (12)
- 1969 – New York Mets
- 1970 – Cincinnati Reds (5)
- 1971 – Pittsburgh Pirates (8)
- 1972 – Cincinnati Reds (6)
- 1973 – New York Mets (2)
- 1974 – Los Angeles Dodgers (17)
- 1975 – Cincinnati Reds (7)
- 1976 – Cincinnati Reds (8)
- 1977 – Los Angeles Dodgers (18)
- 1978 – Los Angeles Dodgers (19)
- 1979 – Pittsburgh Pirates (9)
- 1980 – Philadelphia Phillies (3)
- 1981 – Los Angeles Dodgers (20)
- 1982 – St. Louis Cardinals (13)
- 1983 – Philadelphia Phillies (4)
- 1984 – San Diego Padres
- 1985 – St. Louis Cardinals (14)
- 1986 – New York Mets (3)
- 1987 – St. Louis Cardinals (15)
- 1988 – Los Angeles Dodgers (21)
- 1989 – San Francisco Giants (19)
- 1990 – Cincinnati Reds (9)
- 1991 – Atlanta Braves (13)
- 1992 – Atlanta Braves (14)
- 1993 – Philadelphia Phillies (5)
- 1994 – Ingen mästare[a]
- 1995 – Atlanta Braves (15)
- 1996 – Atlanta Braves (16)
- 1997 – Florida Marlins
- 1998 – San Diego Padres (2)
- 1999 – Atlanta Braves (17)
- 2000 – New York Mets (4)
- 2001 – Arizona Diamondbacks
- 2002 – San Francisco Giants (20)
- 2003 – Florida Marlins (2)
- 2004 – St. Louis Cardinals (16)
- 2005 – Houston Astros
- 2006 – St. Louis Cardinals (17)
- 2007 – Colorado Rockies
- 2008 – Philadelphia Phillies (6)
- 2009 – Philadelphia Phillies (7)
- 2010 – San Francisco Giants (21)
- 2011 – St. Louis Cardinals (18)
- 2012 – San Francisco Giants (22)
- 2013 – St. Louis Cardinals (19)
- 2014 – San Francisco Giants (23)
- 2015 – New York Mets (5)
- 2016 – Chicago Cubs (17)
- 2017 – Los Angeles Dodgers (22)
- 2018 – Los Angeles Dodgers (23)
- 2019 – Washington Nationals
- 2020 – Los Angeles Dodgers (24)
- 2021 – Atlanta Braves (18)
- 2022 – Philadelphia Phillies (8)
- 2023 – Arizona Diamondbacks (2)
- 2024 – Los Angeles Dodgers (25)

1. ↑  Säsongen avbröts på grund av en spelarstrejk.

### Per klubb
I tabellen nedan anges endast klubbarnas nuvarande namn för de klubbar som existerar i dag. Upplösta klubbar står i kursiv stil. Av dagens 15 klubbar är det bara Milwaukee Brewers som aldrig vunnit NL.
| Nr | Klubb                 | Antal | År |
| -- | --------------------- | ----- | --- |
| 1  | Los Angeles Dodgers   | 25    | 1890, 1899, 1900, 1916, 1920, 1941, 1947, 1949, 1952, 1953, 1955, 1956, 1959, 1963, 1965, 1966, 1974, 1977, 1978, 1981, 1988, 2017, 2018, 2020, 2024 |
| 2  | San Francisco Giants  | 23    | 1888, 1889, 1904, 1905, 1911, 1912, 1913, 1917, 1921, 1922, 1923, 1924, 1933, 1936, 1937, 1951, 1954, 1962, 1989, 2002, 2010, 2012, 2014             |
| 3  | St. Louis Cardinals   | 19    | 1926, 1928, 1930, 1931, 1934, 1942, 1943, 1944, 1946, 1964, 1967, 1968, 1982, 1985, 1987, 2004, 2006, 2011, 2013                                     |
| 4  | Atlanta Braves        | 18    | 1877, 1878, 1883, 1891, 1892, 1893, 1897, 1898, 1914, 1948, 1957, 1958, 1991, 1992, 1995, 1996, 1999, 2021                                           |
| 5  | Chicago Cubs          | 17    | 1876, 1880, 1881, 1882, 1885, 1886, 1906, 1907, 1908, 1910, 1918, 1929, 1932, 1935, 1938, 1945, 2016                                                 |
| 6  | Cincinnati Reds       | 9     | 1919, 1939, 1940, 1961, 1970, 1972, 1975, 1976, 1990                                                                                                 |
| 6  | Pittsburgh Pirates    | 9     | 1901, 1902, 1903, 1909, 1925, 1927, 1960, 1971, 1979                                                                                                 |
| 8  | Philadelphia Phillies | 8     | 1915, 1950, 1980, 1983, 1993, 2008, 2009, 2022 |
| 9  | New York Mets         | 5     | 1969, 1973, 1986, 2000, 2015 |
| 10 | Baltimore Orioles     | 3     | 1894, 1895, 1896 |
| 11 | Arizona Diamondbacks  | 2     | 2001, 2023 |
| 11 | Miami Marlins         | 2     | 1997, 2003 |
| 11 | Providence Grays      | 2     | 1879, 1884 |
| 11 | San Diego Padres      | 2     | 1984, 1998 |
| 15 | Colorado Rockies      | 1     | 2007 |
| 15 | Detroit Wolverines    | 1     | 1887 |
| 15 | Houston Astros        | 1     | 2005 |
| 15 | Washington Nationals  | 1     | 2019 |

1. ↑  Houston Astros spelar numera i American League.